# 유매 (용릉절후)
유매(劉買, ? ~ 기원전 121년)는 전한 중기의 제후로, 장사정왕의 아들이다.

## 생애
원삭 5년(기원전 124년), 영릉군 영도(지금의 후난성 닝위안현 근처)의 용릉향 땅을 받아 용릉후(舂陵侯)에 봉해졌다.
용릉절후 3년(기원전 121년)에 죽어 시호를 절(節)이라 하였고, 아들 유웅거가 작위를 이었다. 다른 아들 유외의 자손에서 훗날 광무제가 나온다.
서기 25년, 현손인 광무제가 후한을 건국하자 존령으로 추존되어 칠묘에 위패가 안치되었다.

## 가계
- 장사정왕 유발 (아버지)
  - 용릉절후 유매
    - 용릉대후 유웅거 (아들)
    - 유외(劉外) (아들)

## 출전
- 사마천, 《사기》 권21 건원이래왕자후자연표
- 반고, 《한서》 권15상 왕자후표 上
- 범엽, 《후한서》 권1상 광무제기제1 上

## 둘러보기
1. ↑  사실 광무제가 올린 시호는 생전의 작위인 '용릉절후(舂陵節侯)' 그대로 이나 칠묘에 배향된 존령(尊靈)은 부군(府君)으로 불린다는 점을 감안하면 용릉절부군으로 칭하는 것이 적합하다.

| 선대 (첫 봉건) | 전한의 용릉후 기원전 124년 6월 임자일 ~ 기원전 121년 | 후대 아들 용릉대후 유웅거 |